# Andrés Arauz
Andrés David Arauz Galarza  (Quito, 6 de febrero de 1985) es un político y economista ecuatoriano. Fue ministro coordinador de Conocimiento y Talento Humano entre marzo de 2015 y mayo de 2017, durante el gobierno de Rafael Correa. En 2018, tras la ruptura en Alianza PAIS entre Lenín Moreno y Correa, Arauz se mantiene firme al Revolución Ciudadana (RC). En las elecciones presidenciales de 2021, fue el candidato de la coalición Unión por la Esperanza, plataforma ploítica con la que la RC participó en aquellos comicios. En la primera vuelta, obtuvo el primer lugar, con el 32,72% de votos; no obstante, en el balotaje fue derrotado por Guillermo Lasso, al solo lograr 47,64% de la votación.
Tras dichas elecciones, retomó sus estudios doctorales en México, limitando apariciones públicas, las cuales se enfocaban principalmente en el desembolso de Derechos especiales de giro. Para las elecciones presidenciales extraordinarias de 2023, fue designado como binomio presidencial de Luisa González, por la RC.

## Trayectoria
Es licenciado en ciencias económicas por la Universidad de Míchigan (2005) y magíster en Economía del Desarrollo por la Facultad Latinoamericana de Ciencias Sociales FLACSO (2010). 
Como investigador ha participado en grupos de trabajo de CLACSO, Banco Central de Ecuador y la Escuela de Política Pública Gerald Ford y el Instituto de Investigación Social, estos dos últimos centros dependientes de la Universidad de Míchigan.[cita requerida]
Fue asesor en Política Financiera del Ministerio de Coordinación de la Política Económica (2007-2009). En 2006 ganó concurso e ingresó a ser funcionario de carrera en el Banco Central de Ecuador en diferentes cargos y fechas, entidad de la que llegaría a ser director general bancario entre 2009 y 2011. Fue subsecretario general de Planificación para el Buen Vivir de la Secretaría Nacional de Planificación y Desarrollo SENPLADES.
En marzo de 2015 fue nombrado Ministro coordinador de Conocimiento y Talento Humano en el gobierno presidido por Rafael Correa sustituyendo a Guillaume Long, desde donde dirigió la coordinación y supervisión de la ejecución de políticas, programas y proyectos de los ministerios de Educación, Cultura, Educación Superior, Ciencia y Tecnología. Entre los proyectos que desarrolló fue la mayor independencia tecnológica para el país, la utilización de software libre y el desarrollo del conocimiento libre.[cita requerida]
También se le encargó durante un muy breve periodo de tiempo el Ministerio de Cultura, tras la renuncia de Raúl Vallejo.
En 2017 tras la llegada a la presidencia de Lenín Moreno se separó de cargos institucionales para solicitar licencia y continuar sus estudios en México.[cita requerida]
Fue fundador del Observatorio de la Dolarización dedicado a difundir ensayos e investigaciones sobre la dolarización de las diferentes economías nacionales y sus efectos. Inició posteriormente estudios de doctorado sobre economía financiera en la Universidad Nacional Autónoma de México. Es miembro del Consejo Ejecutivo de la Internacional Progresista.

## Carrera política

### Candidatura presidencial de 2021
El 18 de agosto de 2020, el frente Unión por la Esperanza (UNES), coalición que engloba a las organizaciones políticas Revolución Ciudadana y Centro Democrático, anunció que Andrés Arauz sería su candidato a la presidencia de Ecuador en las elecciones fijadas para el 7 de febrero de 2021. Inicialmente se había planteado que Arauz estuviera acompañado como candidato a la vicepresidencia Rafael Correa, presidente de la República entre 2007 y 2017. Sin embargo, el 16 de septiembre de 2020 se anunció que sería el comunicador Carlos Rabascall el compañero de fórmula de Arauz como binomio presidencial del Movimiento Centro Democrático, después de que la condena de ocho años de prisión por cohecho contra Rafael Correa y otros, en el caso Sobornos 2012 - 2016, quedara en firme. La decisión implicó también la inhabilitación de por vida de Correa para desempeñar cargos de elección popular.
El 8 de noviembre de 2020, durante su campaña electoral, Andrés Arauz viajó hasta la ciudad de La Paz para asistir a la ceremonia de juramentación y posesión del nuevo Presidente de Bolivia Luis Arce Catacora, a quien felicitó por su triunfo en las urnas en las elecciones generales de Bolivia de 2020. Días después, Arauz participó también de un acto de bienvenida en localidad de Chimoré para el recibimiento del expresidente Evo Morales que en ese momento retornaba a Bolivia desde su exilio en Argentina y expresó su deseo de que el expresidente Rafael Correa también vuelva a Ecuador, así como lo hizo Morales a Bolivia.
Es la primera ocasión que una campaña presidencial en Ecuador utiliza Copyleft como política de derecho de autor en sus contenidos. Esta licencia permite el uso y reproducción del material publicitario reconociendo la autoría. 
En la primera vuelta de las elecciones celebrada el 7 de febrero de 2021 fue el candidato más votado con el 32,72 % de los votos. Dos días después de celebrarse las votaciones a causa del ajustado margen de diferencia entre Yaku Pérez y Guillermo Lasso; finalmente, el CNE anunció oficialmente que Andrés Arauz disputaría la segunda vuelta electoral frente a Lasso el 11 de abril del 2021 por la presidencia del Ecuador.
En enero de 2021, la revista colombiana Semana publicó una noticia falsa, en la que aseveraba que el Ejército de Liberación Nacional habría financiado la campaña de presidencial de Andrés Arauz. Inmediatamente, Salazar empezó a investigar dicha acusación, basándose únicamente en la publicación de Semana, solicitando apoyo a Francisco Barbosa, Fiscal General de Colombia. A pesar de ya haber sido comprobada la acusación como un bulo, Barbosa viajó a Quito, para entregar a Salazar supuesta evidencia, recibiendo la reunión una amplia cobertura mediática, para manipular la opinión pública y reducir la intención de voto a Arauz. Es así que, a pesar de haber ganado ampliamente en la primera vuelta, Arauz fue superado por Guillermo Lasso en el balotaje. Pasadas las elecciones, ni la prensa, ni Salazar volvieron a hablar del caso.

### Vida posterior
El 10 de junio de 2023, pasó a ser candidato vicepresidencial del Movimiento Revolución Ciudadana como compañero de fórmula de Luisa González (RC), tras Jorge Glas declinar su candidatura.
El 18 de noviembre de 2023, Andrés Arauz fue elegido secretario del Movimiento Revolución Ciudadana.